# 山藤浩三
山藤 浩三（やまふじ ひろみ、1944年10月23日 - 1984年5月9日）は、日本の競輪選手。秋田県出身で、日本競輪選手会茨城支部に在籍していた。

## 経歴
秋田県立六郷高等学校時代の1962年、大津びわこ競輪場で開催されたインターハイ、1kmタイムトライアルで優勝。その後法政大学へと進み、1964年東京オリンピックの日本代表選手となり、4000m個人追い抜きに出場し13位。また団体追い抜きにも出場した。
法大卒業後、日本競輪学校第25期生として入学。同期には荒川秀之助、谷津田陽一らがいる。1971年の新人王戦を優勝。その後も1981年頃まで特別競輪（現在のGI）に出場していた。
1984年5月8日、取手市の自宅で妻子3人と共にガス自殺を図り、自身を含め全員死亡。当時の一般紙等の報道によると、多額の借金を苦にした一家心中であると見られている。